# Estrecho de Lancaster
El estrecho de Lancaster (en inglés: Lancaster Sound) es una masa de agua del ártico canadiense, situada entre la isla Devon, al norte, y las islas de Bylot, Baffin y Somerset, al sur. Administrativamente, forma parte del territorio autónomo de Nunavut, Canadá. Está en la parte oriental del paso del Noroeste. 

## Geografía
El estrecho de Lancaster es uno de los tres estrechos situados en la parte noroccidental de la bahía Baffin, junto con el estrecho de Jones y el estrecho de Smith. La ribera norte del estrecho de Lancaster siempre es la costa meridional de isla Devon, empezando en el este en cabo Sherard; la margen meridional está limitada, primero, por la costa de la pequeña isla Bylot (el cabo Liverpool en esta isla es uno de los bordes de la boca del estrecho Lancaster), se cruza el Navy Board Inlet (que comunica con el Eclipe Sound y el Pond Inlet) y sigue luego la costa de isla Baffin, con el profundo entrante de Admiralty Inlet (casi 300 km de longitud). Tras atravesar el estrecho del Príncipe Regente, sigue la costa septentrional de isla Somerset, hasta desembocar en el estrecho de Barrow. Siguiendo hacia el oeste por la ruta del Noroeste, se llega luego al Viscount Melville Sound y, tras cruzar el estrecho de McClure, se alcanza, finalmente, el océano Ártico. 
El estrecho de Lancaster tiene una cubierta de hielo, tanto de la tierra como de la banquisa, durante nueve meses al año.

## Historia
Fue descubierto por vez primera por la expedición del Discovery capitaneada por Robert Bylot y pilotada por William Baffin en 1616. En esa expedición se descubrió la bahía que hoy lleva su nombre (bahía de Baffin) y los estrechos de Lancaster, Smith y Jones, que fueron nombrados así en honor de los patrocinadores de sus viajes. Esa expedición de Baffin alcanzó un nuevo récord de navegación boreal, los 77º45´N, 480 km más al norte de la marca anterior establecida por John Davis, una marca que permaneció sin ser superada durante 236 años.
El 31 de agosto de 1818, la primera expedición de John Ross al ártico fue la primera conocida que se adentró en sus aguas al encontrarlas libre de hielo. Tras creer cerrados por tierra el estrecho de Smith y el estrecho de Jones, Ross volvió a ver una cadena de montañas que bloqueaban el acceso hacia el oeste, a la que le dio el nombre de «Crocker Hills» y decidió dar la vuelta para explorar la costa oriental de la isla de Baffin. Algunos de sus oficiales, como William Edward Parry y Edward Sabine, que no habían visto esas montañas, se mostraron decepcionados por la decisión de su comandante. La expedición regresó a Inglaterra para evitar la invernada en el Ártico, e inmediatamente el desacuerdo entre Ross y Parry se hizo público y eso perjudicó la reputación de Ross, quien volvería en 1829 en una segunda expedición a navegar, esta vez si, por sus aguas. 
En 1819 sería Parry, al mando de una nueva expedición ártica, formada por dos barcos —el HMS Hecla, de 375 ton., a su mando, y el HMS Griper, de 180 ton., bajo el mando del teniente Liddon— quién cruzaría sus aguas por entero. Partieron de Inglaterra en mayo de 1819 y el 4 de agosto llegaron al estrecho de Lancaster, que libre de hielo, les permitió avanzar hasta 74º16'N. En ese momento tuvieron un problema de navegación no conocido hasta entonces, motivado por la proximidad del polo norte magnético que hacia imposible el uso de la brújula. Debieron orientarse mediante navegación celeste, y en los días en que el cielo no estaba claro, solamente auxiliados por la dirección de los cambiantes vientos. Se internaron en el estrecho y llegaron hasta el estrecho del Príncipe Regente, donde entraron pero los hielos les obligaron a retroceder. Vueltos al Lancaster, siguieron hacia el oeste, teniendo la costa meridional de isla Devon siempre al norte para adentrarse en el estrecho de Barrow. Volverían a cruzar el estrecho al año siguiente, tras una invernada en Port Winter y haber logrado recorrer, sin saberlo, casi la totalidad del Paso del Noroeste y descubrir muchas nuevas tierras.

## Fauna
La fauna es rica y variada, con una inmensa cantidad de bacalao del Ártico (estimada en más de más 30.000 toneladas), que forma parte de la dieta de muchos mamíferos marinos y aves en este estrecho. En esta zona viven especies como el narval, beluga, ballena de groenlandia (una especie en peligro), foca anillada, foca Bearded, foca arpa, morsa, oso polar, Uria lomvia, Rissa tridactyla, Guillemot Negro, charrán ártico, gaviota marfil y ánsar nival.
Esta zona todavía no está representado en el Sistema nacional de áreas de conservación marina de Canadá pese a una petición expresa de los inuit locales en 1987.